# Naute
Naute è un personaggio dell'Eneide.

## Il mito
Naute è un anziano compagno di Enea, uomo sapiente e dotato di capacità profetiche.
Nel quinto libro dell'Eneide, dopo l'incendio delle navi da parte delle donne incitate da Beroe, Naute consiglia Enea di lasciare che parte della sua gente, in prevalenza donne e vecchi, rimanga in Sicilia presso Aceste, affinché fondino la città di Acesta. 
Enea segue il suo consiglio, confermato dalle parole dell'ombra di Anchise apparsagli di notte in sogno, e riprende il viaggio con i più giovani ed efficienti.